# Prêmio Sylvanus Thayer
O Prêmio Sylvanus Thayer (em inglês:  Sylvanus Thayer Award) é um prêmio anual da Academia Militar dos Estados Unidos em West Point. Sylvanus Thayer foi o quinto superintendente da academia e em memória de suas realizações foi criado este prêmio. No seu mandato Thayer transformou West Point em uma escola de excelência em engenharia.

## Descrição oficial do prêmio
"O Prêmio Thayer, estabelecido em memória do coronel Sylvanus Thayer, 'Pai da Academia Militar,' é concedido a um cidadão de destaque cujos serviços a realizações de interesse nacional exemplificam o mote da Academia Militar, "Dever, Honra, Pátria." A Associação dos Graduados concede o prêmio anualmente desde 1958."
"O laureado com o Prêmio Sylvanus Thayer recebe uma medalha com um busto em perfil de Thayer de um lado, com a inscrição 'The Sylvanus Thayer Medal Awarded by the Association of Graduates, United States Military Academy, for Outstanding Service to the Nation.' O lado reverso contém o brasão de armas da Academia Militar e os textos 'West Point" e "Duty, Honor, Country.' Na borda da medalha estão inscritos o nome do laureado e o ano correspondente. Além da medalha, o nome do laureado é inscrito em uma placa memorial no Washington Hall, o pavilhão de jantar dos cadetes."

## Laureados
- 1958: Ernest Lawrence
- 1959: John Foster Dulles
- 1960: Henry Cabot Lodge, Jr.
- 1961: Dwight D. Eisenhower
- 1962: Douglas MacArthur
- 1963: John J. McCloy
- 1964: Robert A. Lovett
- 1965: James Bryant Conant
- 1966: Carl Vinson
- 1967: Francis Spellman
- 1968: Bob Hope
- 1969: Dean Rusk
- 1970: Ellsworth Bunker
- 1971: Neil Armstrong
- 1972: Billy Graham
- 1973: Omar Bradley
- 1974: Robert Daniel Murphy
- 1975: W. Averell Harriman
- 1976: Gordon Gray
- 1977: Robert Ten Broeck Stevens
- 1978: James Rhyne Killian
- 1979: Clare Boothe Luce
- 1980: Theodore Hesburgh
- 1981: James Edwin Webb
- 1982: David Packard
- 1983: James Doolittle
- 1984: Stanley Rogers Resor
- 1985: Frank Pace Jr.
- 1986: Edward Teller
- 1987: Barry Goldwater
- 1988: Warren E. Burger
- 1989: Ronald Reagan
- 1990: Mike Mansfield
- 1991: Paul Nitze
- 1992: George Shultz
- 1993: Cyrus Vance
- 1994: George H. W. Bush
- 1995: Barbara Jordan
- 1996: John W. Vessey
- 1997: Walter Cronkite
- 1998: Colin Powell
- 1999: Norman Ralph Augustine
- 2000: Henry Kissinger
- 2001: Daniel Inouye
- 2002: The American Soldier ("all of the men and women who have served in the U.S. Army during our Nation’s history")
- 2003: Gordon R. Sullivan
- 2004: Bob Dole
- 2005: Sandra Day O'Connor
- 2006: Tom Brokaw
- 2007: Frederick Kroesen
- 2008: William Perry
- 2009: Ross Perot
- 2010: James A. Baker
- 2011: Robert Gates